# Risti, Dagö
Risti är en by (estniska: küla) i  Dagö kommun i landskapet Hiiumaa (Dagö) i nordvästra Estland.